# Vachik Yeghiazaryan
Vachik Yeghiazaryan, né le 5 mai 1991, est un lutteur gréco-romain arménien.

## Palmarès

### Championnats d'Europe
- Médaille de bronze en catégorie des moins de 120 kg en 2013 à Tbilissi